# 4. HNL – Jug – SD 2009./10.
Ovaj članak je podtema članka: 4. HNL 2009./10.

4. HNL – Jug se u sezoni 2009./10. od tri skupine (SD, ŠK/ZD i DN). U skupini SD (ponegdje navedena i kao Skupina B) su se natjecali klubovi iz  Dubrovačko neretvanske i Splitsko-dalmatinske županije, a prvak lige je bio klub "Mladost" iz Donjeg Prološca'. 
 
U sezoni 2008./09. ova liga se nazivala "4. HNL – Jug – Skupina A", a u sezoni 2010./11. postaje "4. HNL – Jug – Skupina B". 

## Sustav natjecanja
Četrnaest klubova je igralo dvokružnu ligu (26 kola). 

## Sudionici
| |                                                              |  |
| Splitsko-dalmatinska županija - Croatia Zmijavci - Glavice - GOŠK Kaštel Gomilica - Kamen Ivanbegovina - Mladost Donji Proložac - Orkan Dugi Rat - OSK Otok - Postira Sardi - Sloga Mravince - Urania Baška Voda - Val Kaštel Stari - Vinjani (Donji Vinjani) | Dubrovačko-neretvanska županija - Gusar Komin - Slaven Gruda |  |

## Ljestvica
| mj. | klub                    | ut. | pob. | ner. | por. | gol+ | gol- | bod |
| --- | ----------------------- | --- | ---- | ---- | ---- | ---- | ---- | --- |
| 1.  | Mladost Donji Proložac  | 26  | 17   | 4    | 5    | 59   | 28   | 55  |
| 2.  | Kamen Ivanbegovina      | 26  | 16   | 5    | 5    | 47   | 24   | 53  |
| 3.  | Val Kaštel Stari        | 26  | 16   | 4    | 6    | 63   | 35   | 52  |
| 4.  | Sloga Mravince          | 26  | 10   | 7    | 9    | 37   | 43   | 37  |
| 5.  | Postira Sardi           | 26  | 11   | 3    | 12   | 58   | 55   | 36  |
| 6.  | OSK Otok                | 26  | 12   | 0    | 14   | 41   | 57   | 36  |
| 7.  | Croatia Zmijavci        | 26  | 10   | 5    | 11   | 46   | 43   | 35  |
| 8.  | Slaven Gruda            | 26  | 9    | 6    | 11   | 29   | 37   | 33  |
| 9.  | Glavice                 | 26  | 9    | 5    | 12   | 41   | 49   | 32  |
| 10. | Urania Baška Voda       | 26  | 8    | 7    | 11   | 39   | 41   | 31  |
| 11. | Vinjani (Donji Vinjani) | 26  | 8    | 6    | 12   | 33   | 46   | 30  |
| 12. | Orkan Dugi Rat          | 26  | 7    | 7    | 12   | 36   | 47   | 28  |
| 13. | GOŠK Kaštel Gomilica    | 26  | 8    | 4    | 14   | 34   | 46   | 28  |
| 14. | Gusar Komin             | 26  | 8    | 3    | 15   | 36   | 48   | 27  |

## Rezultatska križaljka
| kratica | klub                    | CRO | GLA | GOŠK | GUS | KAM | MLA | ORK | OSK | POS | SLA | SLO | URA | VAL | VINJ |
| --- | ----------------------- | --- | --- | ---- | --- | --- | --- | --- | --- | --- | --- | --- | --- | --- | ---- |
| CRO | Croatia Zmijavci        |     |     |      |     |     |     |     |     |     |     |     |     |     |      |
| GLA | Glavice                 |     |     |      |     |     |     |     |     |     |     |     |     |     |      |
| GOŠK | GOŠK Kaštel Gomilica    |     |     |      |     |     |     |     |     |     |     |     |     |     |      |
| GUS | Gusar Komin             |     |     |      |     |     |     |     |     |     |     |     |     |     |      |
| KAM | Kamen Ivanbegovina      |     |     |      |     |     |     |     |     |     |     |     |     |     |      |
| MLA | Mladost Donji Proložac  |     |     |      |     |     |     |     |     |     |     |     |     |     |      |
| ORK | Orkan Dugi Rat          |     |     |      |     |     |     |     |     |     |     |     |     |     |      |
| OSK | OSK Otok                |     |     |      |     |     |     |     |     |     |     |     |     |     |      |
| POS | Postira Sardi           |     |     |      |     |     |     |     |     |     |     |     |     |     |      |
| SLA | Slaven Gruda            |     |     |      |     |     |     |     |     |     |     |     |     |     |      |
| SLO | Sloga Mravince          |     |     |      |     |     |     |     |     |     |     |     |     |     |      |
| URA | Urania Baška Voda       |     |     |      |     |     |     |     |     |     |     |     |     |     |      |
| VAL | Val Kaštel Stari        |     |     |      |     |     |     |     |     |     |     |     |     |     |      |
| VINJ | Vinjani (Donji Vinjani) |     |     |      |     |     |     |     |     |     |     |     |     |     |      |
| |                         |     |     |      |     |     |     |     |     |     |     |     |     |     |      |
| podebljan rezultat – utakmice od 1. do 13. kola (1. utakmica između klubova) rezultat normalne debljine – utakmice od 14. do 26. kola (2. utakmica između klubova) rezultat nakošen – nije vidljiv redoslijed odigravanja međusobnih utakmica iz dostupnih izvora rezultat smanjen * – iz dostupnih izvora nije uočljiv domaćin susreta prekrižen rezultat – poništena ili brisana utakmica p – utakmica prekinuta 3:0 p.f. / 0:3 p.f. – rezultat 3:0 bez borbe n.i. – nije igrano |                         |     |     |      |     |     |     |     |     |     |     |     |     |     |      |

 Izvori:

## Kvalifikacije za 3. HNL – Jug
| mj. | klub                   | ut. | pob. | ner. | por. | gol+ | gol- | bod |
| --- | ---------------------- | --- | ---- | ---- | ---- | ---- | ---- | --- |
| 1.  | Zmaj Blato             | 4   | 2    | 1    | 1    | 4    | 6    | 7   |
| 2.  | Mladost Donji Proložac | 4   | 1    | 2    | 1    | 7    | 4    | 5   |
| 3.  | Polača                 | 4   | 0    | 3    | 1    | 3    | 4    | 3   |